# Pürksi
Pürksi (szw. Birkas) – wieś w Estonii, w prowincji Lääne, ośrodek administracyjny gminy Noarootsi. Wieś zamieszkują 254 osoby.